# Aleksandr Fok

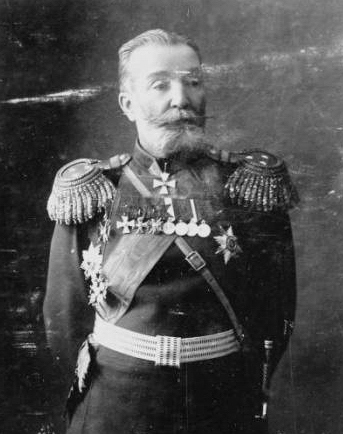
Aleksandr Fok

Aleksandr Viktorovitsj Fok (Russisch: Александр Викторович Фок, Frans: Alexandre Foch) (6 september 1843 – Svisjtov (oblast Veliko Tarnovo), 2 december 1926) was een Russisch generaal die vocht in de Russisch-Japanse Oorlog.

## Beginjaren
Fok studeerde in 1864 af aan de Konstantinovskoje Artillerieschool te Sint-Petersburg. Van 1871 tot 1876 diende hij bij het speciaal korps gendarmes, een elitekorps van veiligheidspolitie die instond voor de veiligheid van de staat.
Van 1877 tot 1878 vocht hij in de Russisch-Turkse Oorlog.
In 1900 sloeg hij samen met de 4e Oost-Siberische Schuttersbrigade de Bokseropstand neer.

## Nanshan
In de Russisch-Japanse Oorlog lag Fok met zijn 4e Oost-Siberische Schuttersbrigade te Port Arthur. In de Slag bij Nanshan trok hij zich voortijdig terug in plaats van aan kolonel Tretjakov versterking te bieden, wat tot de Russische nederlaag leidde.

## Port Arthur

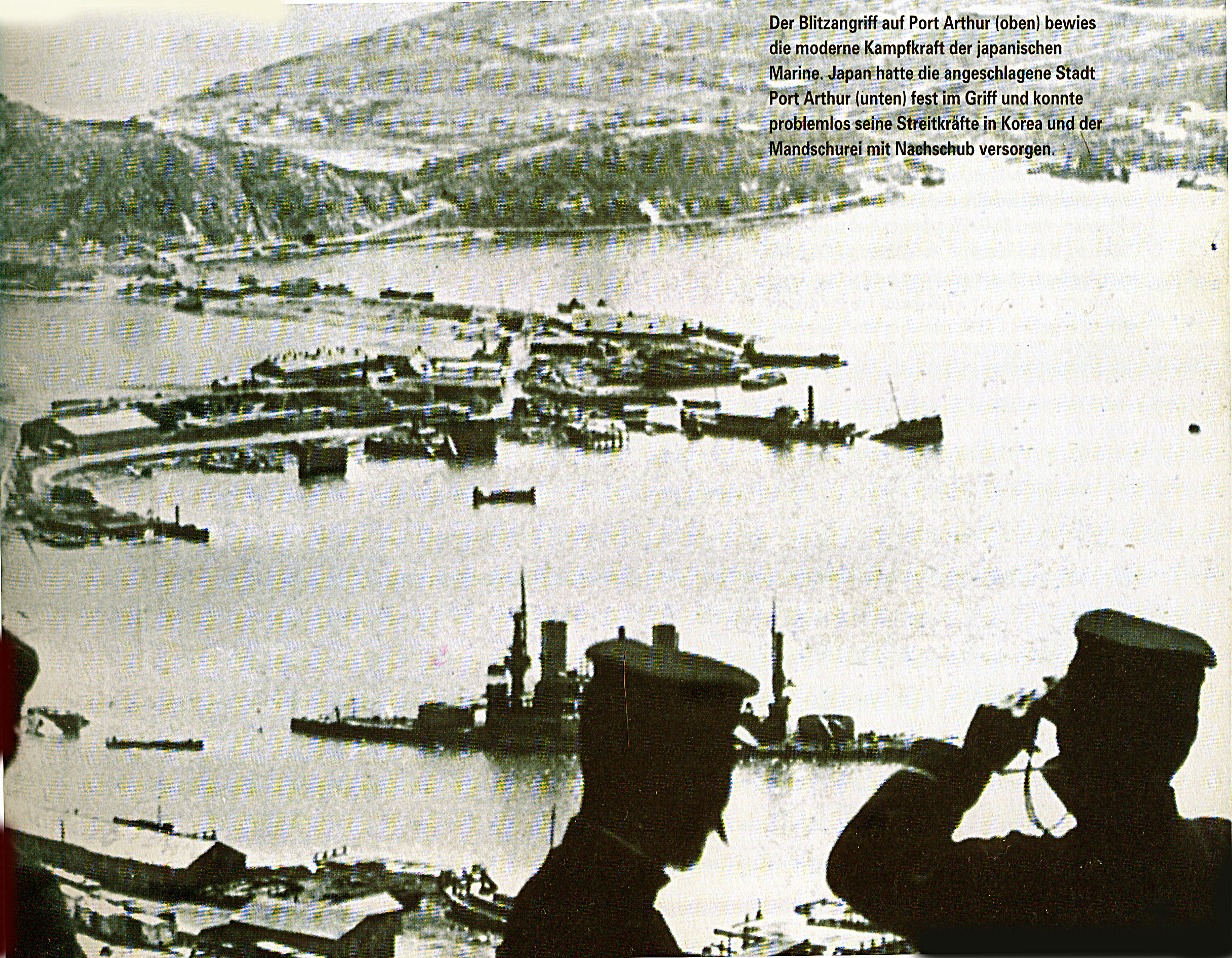
Het beleg van Port Arthur

In oktober 1904 kreeg Fok de Orde van Sint-George. Bij het Beleg van Port Arthur na de dood van generaal Roman Kondratenko op 15 december 1904 benoemde Anatoli Stessel Aleksandr Fok tot commandant van het fort. Fok weigerde herhaaldelijk om reservetroepen of versterkingen naar het front te sturen. Op 1 januari 1905, na acht maanden belegering, gaven Fok en Stessel zich over aan generaal Nogi Maresuke.

## Krijgsgevangen en krijgsraad
De Japanners namen hem krijgsgevangen. Na zijn vrijlating en terugkeer naar Rusland werd hij voor de krijgsraad gebracht. Die sprak hem vrij, maar in 1908 werd hij uit het leger ontslagen.

## Balkanoorlog
In de Eerste Balkanoorlog van 1912-1913 vocht hij als vrijwilliger bij het Bulgaarse leger.